# Samuel Maier
Samuel Maier, né le 3 octobre 1999, est un skeletoneur autrichien qui a débuté à la compétition en 2016.

## Palmarès

### Coupe du monde
- Meilleur classement général : 4e en 2025.
- 4 podiums individuels : 2 deuxièmes places et 2 troisièmes places.
- 2 podiums mixtes : 2 deuxièmes places.

### Championnats d'Europe de skeleton
- : médaillé d'or en 2025.